# 大棘鑽嘴魚
大棘鑽嘴魚（学名：Gerres macracanthus），又名大棘銀鱸、碗米仔，为鑽嘴魚科銀鱸屬下的一个种。